# 迎澤門

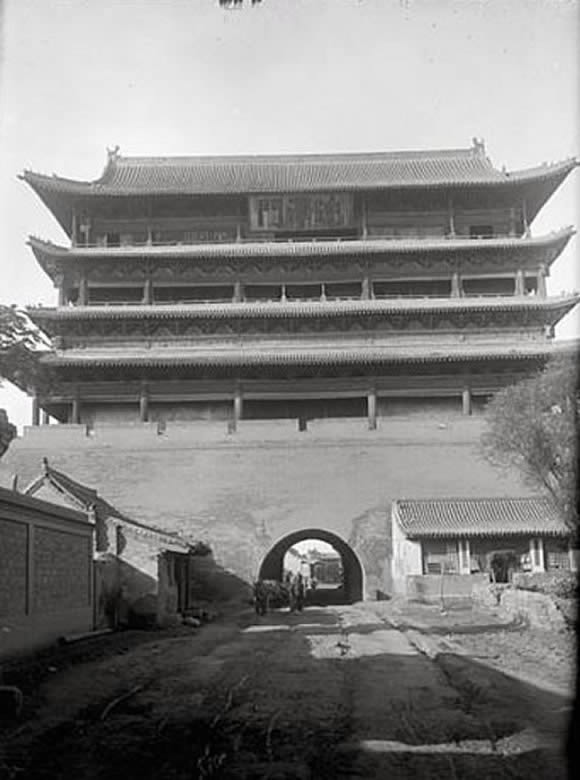
迎泽门，1907年10月5日至11日沙畹摄

迎澤門，俗稱大南門，始建于1376年，位于南城墙的中部，为明太原府八大门之一。初名朝天，后改迎泽，清代亦称大南门。太原市迎澤區即是得名於迎澤門之名。

## 历史沿革
始建于明洪武九年（1376年），因谢成扩建太原城而建，是为新建太原城的西南门。初名“朝天门”，后与承恩门同时取“承迎恩泽”一词中“迎”“泽”二字改名“迎泽门”。
城门于1951年因太原城墙拆除工作而遭受拆除。

## 位置
迎澤門位於今太原市迎澤區，這裏也是今天太原城的中心商業區，臨迎澤大街，向東可達柳巷、五一廣場、火車站等地區。

## 影响
迎澤门对太原城市发展影响深远，成为太原城市记忆的一部分。太原市迎澤區即取名自迎澤門，其週邊有迎澤公園，迎澤賓館，迎澤湖等也皆以“迎澤”命名。此外，在太原有許多企業都用迎澤來作爲企業名稱或商品商標，如迎澤啤酒等。